# Cimetière paysager de Meiningen
Le cimetière paysager de Meiningen (Parkfriedhof Meiningen) est un cimetière paysager situé à Meiningen, ancienne capitale du duché de Saxe-Meiningen, aujourd'hui dans l'État de Thuringe en Allemagne. Le cimetière se trouve dans un grand parc et abrite les dépouilles de nombreuses personnalités du monde de l'art et de la culture, ainsi que les tombes du duc Georges II de Saxe-Meiningen et de sa famille notamment celle de sa fille la princesse Marie-Elisabeth, compositrice reconnue.

## Histoire

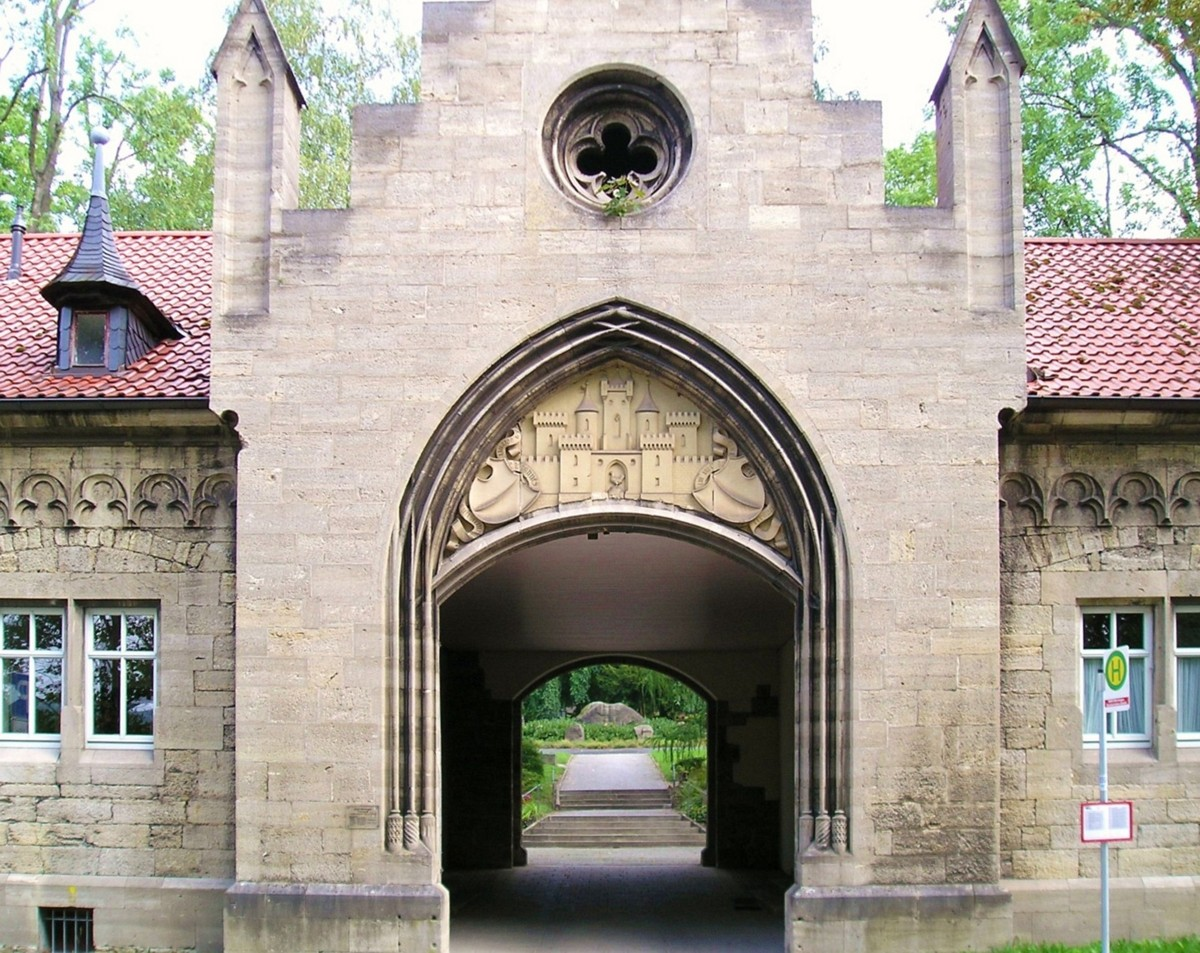
Entrée du cimetière

Le cimetière a été fondé entre 1835 et 1838 à l'est du centre-ville de Meiningen. L'architecte August Wilhelm Döbner (de) construit l'entrée néogothique et l'enceinte ; le cimetière est béni le 12 août 1841. Une parcelle au nord est donnée à des sépultures juives en 1870. C'est en 1880 que le cimetière prend son aspect actuel, avec ses allées et son parc dessiné. Une chapelle luthérienne est bâtie en 1885 par Erwin Theodor Döbner.
Karl Behlert (de) érige en 1924 un monument aux soldats tombés pendant la Première Guerre mondiale. Des bombes larguées par l'aviation américaine détruisent une partie du cimetière, le 23 février 1945 et réduisent en cendres la chapelle. On construit à sa place un mémorial pour les soldats soviétiques tombés pendant les combats du front de l'Est. La municipalité fait bâtir plus tard un mémorial pour les victimes des bombardements de la guerre, avec cinq tombes de travailleurs forcés polonais. Divers monuments sont placés aussi après la réunification allemande, en mémoire des soldats de la Wehrmacht (1993), des victimes pendant la fuite des anciens territoires allemands (1999), etc.
Des essences sont plantées au tournant de 2005-2007 et dix hectares de parc plantés d'arbres sont consacrés à la méditation et à la promenade.

## Personnalités
Parmi les personnalités inhumées au cimetière, on distingue :
- Duc Georges II de Saxe-Meiningen
- Ellen Franz (1839-1923), épouse morganatique du précédent
- Marie-Élisabeth de Saxe-Meiningen (1853-1923)
- Ernest de Saxe-Meiningen (1859-1941)
- Frédéric de Saxe-Meiningen (1861-1914)
- Ernest de Saxe-Meiningen (1895-1914)
- Rudolf Baumbach (1840-1905), poète
- Ludwig Bechstein (1801-1860), poète
- Karl Behlert (de) (1870-1946), architecte
- Max Grube (1854-1934), metteur en scène
- Richard Mühlfeld (1856-1907), musicien
- Günter Raphael (1903-1960), compositeur
- Christophine Reinwald (de) (1757-1847), sœur de Friedrich Schiller
- Gustav Strupp (1851-1918), fondateur de la banque de Thuringe